# Chevrolet Trax
De Chevrolet Trax is een compacte crossover of SUV van Chevrolet die in 2012 is geïntroduceerd. De Chevrolet Trax wordt in Australië als Holden Trax verkocht. Het is een zustermodel van de Opel Mokka (op sommige markten verkocht als Buick Encore), maar de Trax onderscheidt zich van de Mokka/Encore door een afwijkend koetswerk en interieur.

## Details
In mei 2012 gaf Chevrolet de eerste afbeelding van de Trax vrij. Begin juni volgde Holden. Chevrolet wil de Trax in 140 landen gaan aanbieden, maar niet in de Verenigde Staten, waar alleen de Buick Encore zal worden geleverd. De voorste passagiersstoel kan volledig plat, daarnaast zijn er opbergmogelijkheden in de diverse vakken aan beide kanten van de middenconsole en er bevindt zich een opberglade onder de passagiersstoel. De motoren van de Trax zijn identiek aan die van de Mokka: er zijn twee benzinemotoren en een dieselmotor. De 1.6 en 1.4 Turbo benzinemotoren leveren respectievelijk 115 en 140 pk, waarbij de eerste louter wordt geleverd met voorwielaandrijving en de laatste optioneel verkrijgbaar is met vierwielaandrijving. De 1.7 CDTI heeft een vermogen van 130 pk en is ook optioneel verkrijgbaar met vierwielaandrijving, een automatische versnellingsbak behoort tot de mogelijkheden. Alle uitvoeringen hebben standaard een start/stop systeem met uitzondering van de 1.7 CDTI automaat. De 1.6 benzinemotor zal in Nederland pas begin 2013 beschikbaar komen. De luxueuzere uitvoeringen van de Trax krijgen standaard Chevrolet MyLink, een infotainmentsysteem dat informatie van smartphones weergeeft op een 7 inch kleurendisplay met touchscreen.

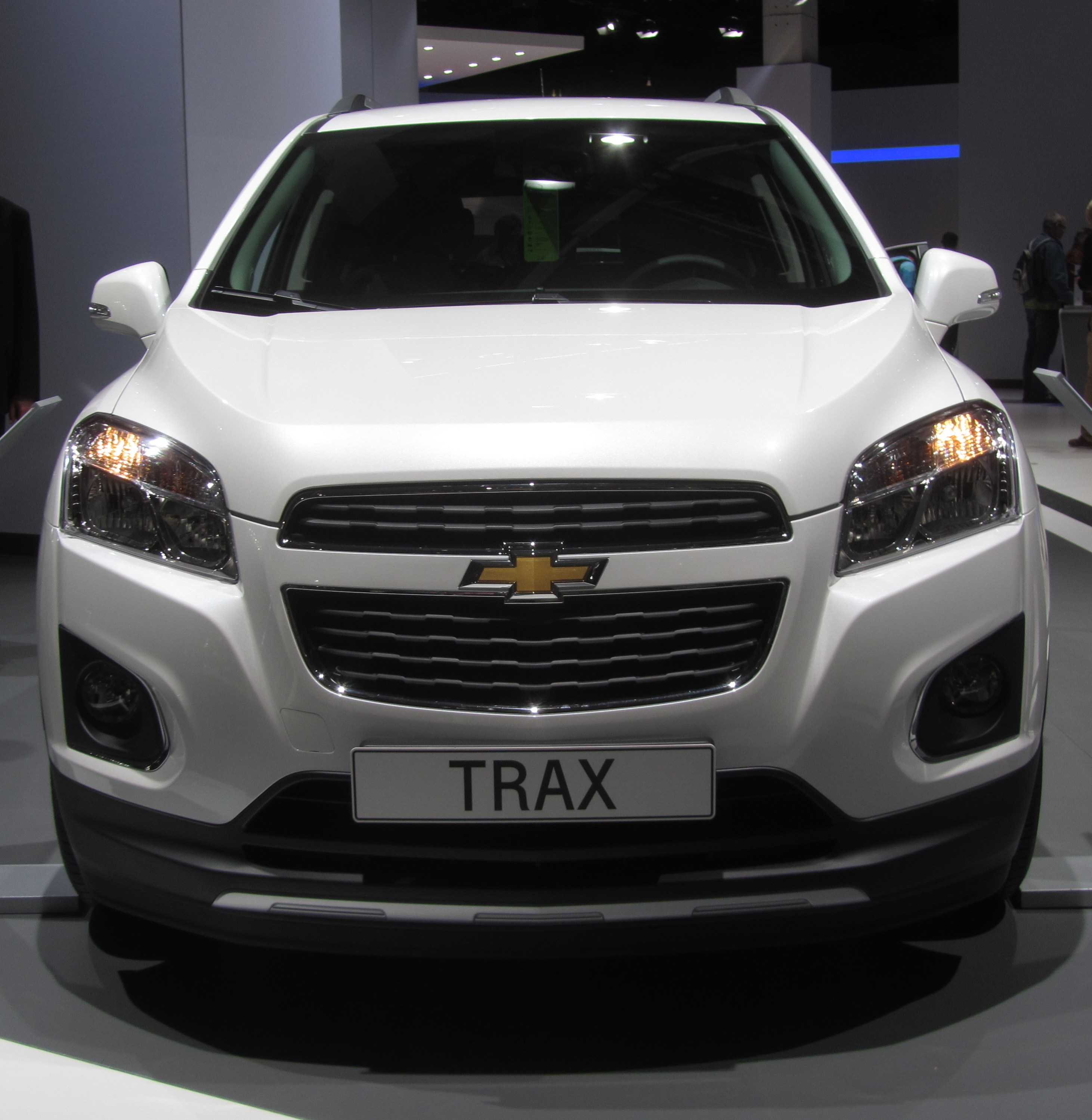
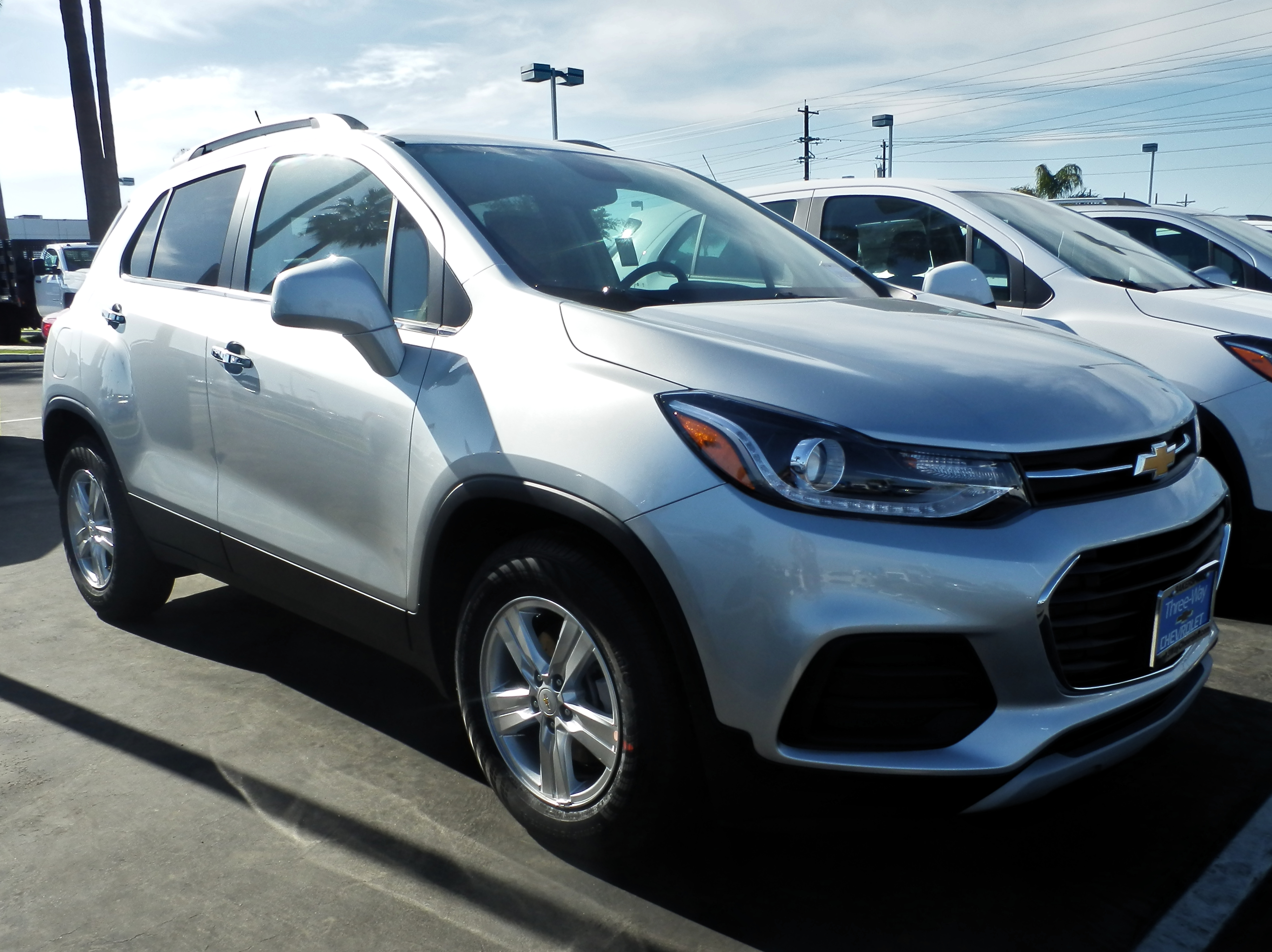
Chevrolet Trax
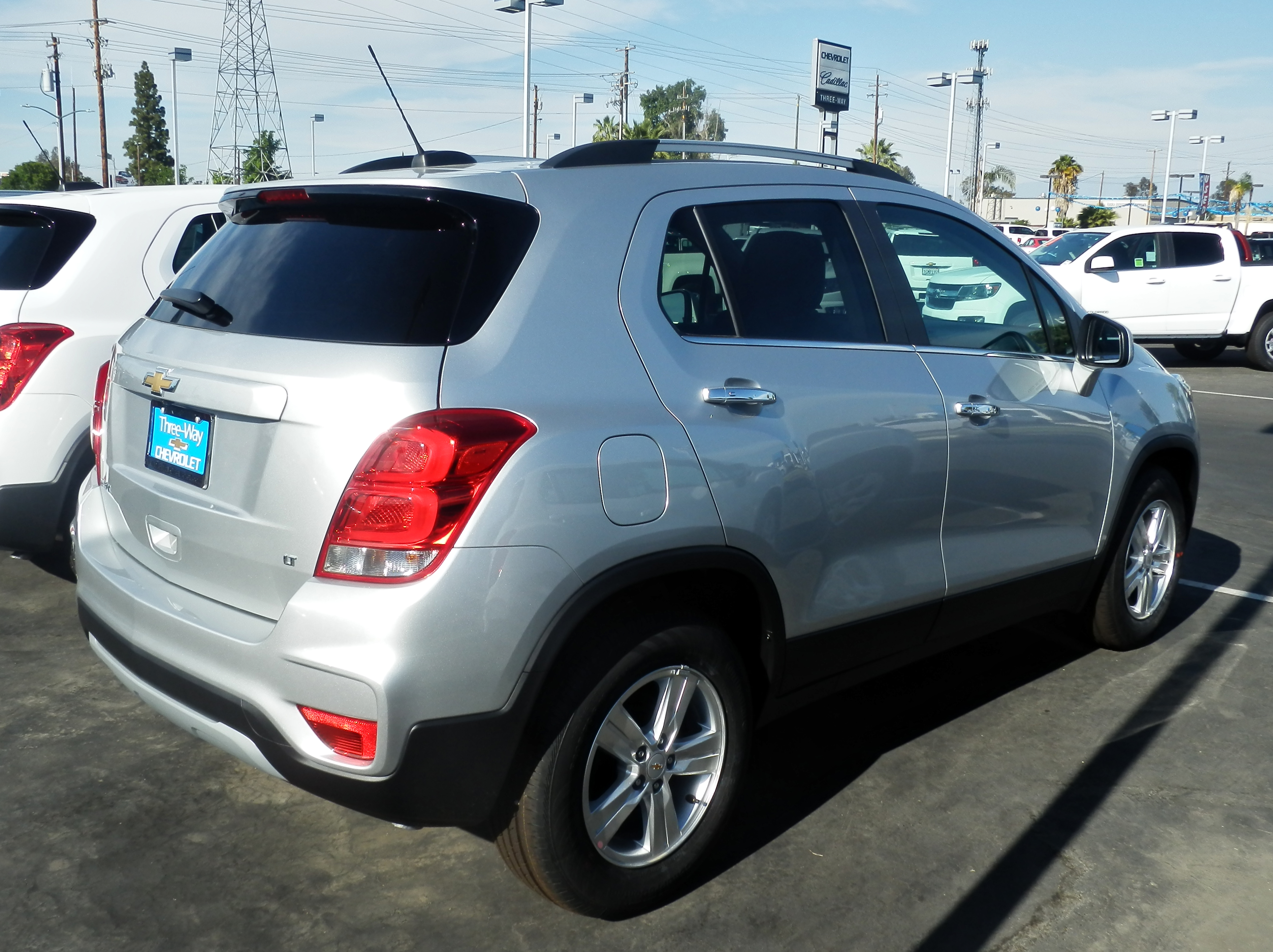
Chevrolet Trax
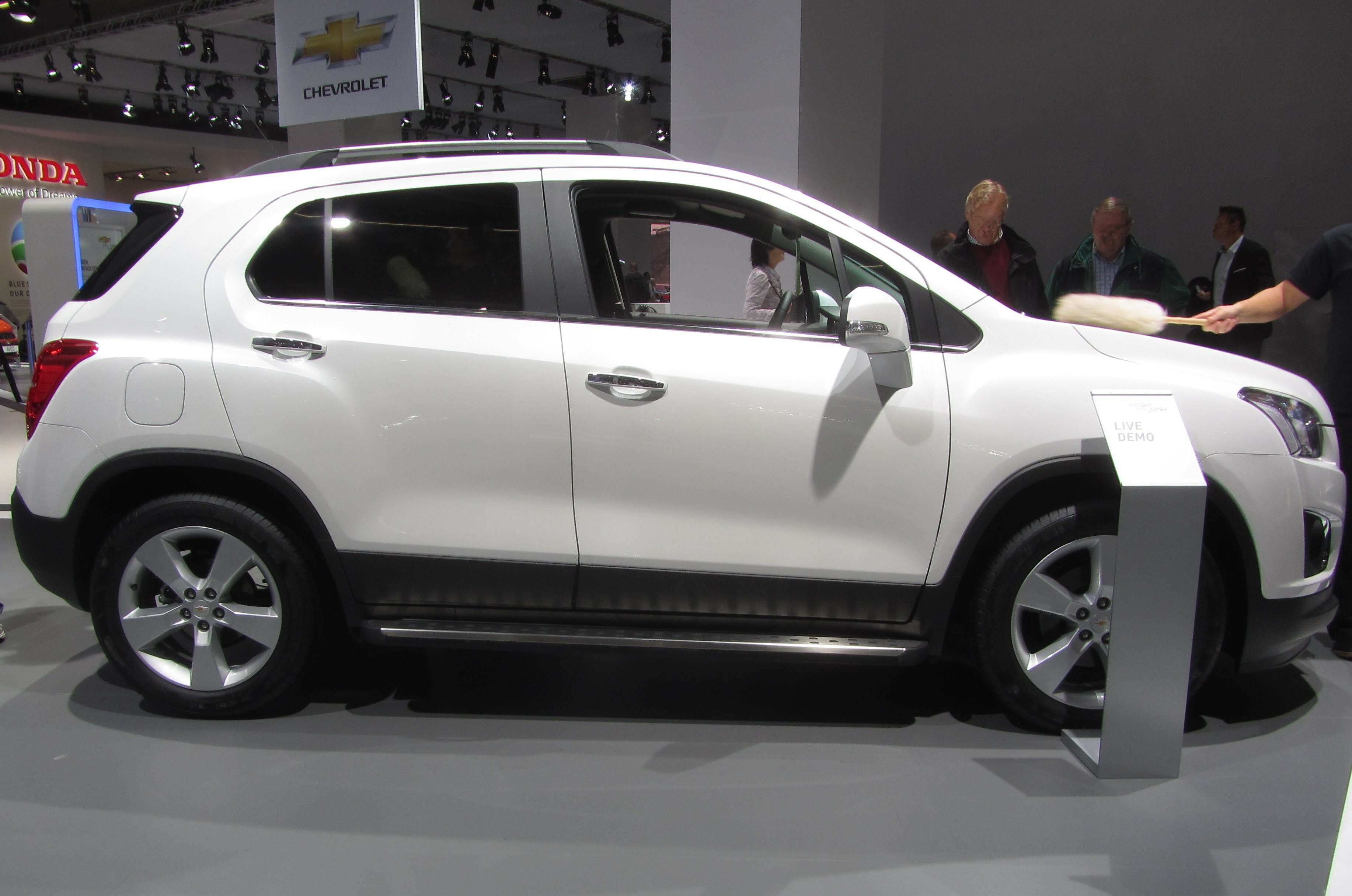

## Motoren
| Type           | Cilinders | Kleppen | Cilinderinhoud | Vermogen                       | Koppel                     | CO2-uitstoot | Opmerkingen |
| -------------- | --------- | ------- | -------------- | ------------------------------ | -------------------------- | ------------ | ----------- |
| Benzinemotoren |           |         |                |                                |                            |              |             |
| 1.6            | 4         | 16      | 1598 cm³       | 85 kW (115 pk) bij 6000 min−1  | 155 Nm bij 4000 min−1      | 153 g/km     | 2012-heden  |
| 1.4 Turbo      | 4         | 16      | 1364 cm³       | 103 kW (140 pk) bij 6000 min−1 | 200 Nm bij 1850-4900 min−1 | 149 g/km     | 2012-heden  |
| Dieselmotoren  |           |         |                |                                |                            |              |             |
| 1.7 CDTI       | 4         | 16      | 1686 cm³       | 96 kW (130 pk) bij 4000 min−1  | 300 Nm bij 2000-2500 min−1 | 120-139 g/km | 2012-heden  |